# Capnodiaceae
Capnodiaceae es una familia de hongos en Ascomycota, clase Dothideomycetes. Las especies de esta familia poseen una distribución amplia, en especial prevalecen en zonas tropicales y subtropicales, como también en bosques húmedos templados.

## Géneros
Los siguientes géneros se encuentran incluidos en Capnodiaceae; varios géneros poseen una ubicación tentativa en esta familia.
- Aithaloderma  – tentativo[2]
- Anopeltis  – tentativo[2]
- Antennariella [3]
- Callebaea  – tentativo[2]
- Capnodaria [2]
- Capnodium [3][2]
- Capnophaeum  – tentativo[2]
- Ceramoclasteropsis  – tentativo[2]
- Chaetocapnodium [3]
- Conidiocarpus [3]
- Conidioxyphium [3]
- Echinothecium  – tentativo[2]
- Fumagospora [3]
- Fumiglobus [3]
- Hyaloscolecostroma  – tentativo[2]
- Leptoxyphium Spegazzini 1918[4][3]
- Microxyphium [3]
- Phragmocapnias [3][2]
- Polychaeton [3] – tentativo[2]
- Readerielliopsis [3]
- Scoriadopsis  – tentativo[2]
- Scorias [3][2]
- Trichomerium [4]
- Tripospermum [4]